# Strachina, Ialomița
Strachina este un fost sat din județul Ialomița. 
În anul 1968, prin Legea nr. 2 din 16.02.1968, emisă de Marea Adunare Națională, localitatea Țăndărei a fost declarată oraș, format prin contopirea a trei sate: Țăndărei, Țăndărei Gară și Strachina. 
În prezent, fostul sat face parte din orașul Țăndărei, fiind un cartier al acestuia.